# Waffenstillstand von Mitau
Der Waffenstillstand von Mitau von 1622 (polnisch Rozejm w Mitawie) wurde während des Kriegs zwischen Polen-Litauen und dem Königreich Schweden von 1600–1629 geschlossen.

## Vorgeschichte
Seit dem Livländischen Krieg kämpften Polen-Litauen und Schweden um die Vorherrschaft im Ostseeraum. Zeitweilig waren beide Staaten in Personalunion unter Sigismund III. Wasa vereint. Zankapfel war unter anderem Livland und Kurland im Baltikum.  

## Beschlüsse
Polen-Litauen sollte Kurland und Lettgallen um Dünaburg behalten, das nördliche Livland sollte dagegen an Schweden abgetreten werden.

## Nachgang
Der Waffenstillstand dauerte trotz einzelner Gefechte in Litauen bis 1625, als der Krieg erneut ausbrach. Ein längerfristiger Frieden wurde erst im Vertrag von Altmark 1629 geschlossen.